# Campeonato da Europa de Atletismo de 2012 - Arremesso de peso feminino
A prova do arremesso de peso feminino do Campeonato da Europa de Atletismo de 2012 foi disputada entre os dias 28 e 29 de junho de 2012 no Estádio Olímpico de Helsinque em Helsinque,  na Finlândia. 

## Recordes
Antes desta competição, os recordes mundiais e do campeonato nesta prova eram os seguintes:
|                       | Nome               | Nacionalidade   | Distância | Local     | Data                 |
| --------------------- | ------------------ | --------------- | --------- | --------- | -------------------- |
| Recorde mundial       | Natalya Lisovskaya | União Soviética | 22m 63cm  | Moscou    | 7 de junho de 1987   |
| Recorde do campeonato | Vita Pavlysh       | Ucrânia         | 21m 69cm  | Budapeste | 20 de agosto de 1998 |
| Recorde europeu       | Natalya Lisovskaya | União Soviética | 22m 63cm  | Moscou    | 7 de junho de 1987   |

## Medalhistas
| Ouro                  | Prata                | Bronze            |
| Nadine Kleinert (DEU) | Irina Tarasova (RUS) | Chiara Rosa (ITA) |

## Cronograma
Todos os horários são locais (UTC+3).
| Data        | Hora  | Evento       |
| ----------- | ----- | ------------ |
| 28 de junho | 12:30 | Qualificação |
| 29 de junho | 18:00 | Final        |

## Resultados

### Qualificação
Qualificação: Desempenho de 17.40 m (Q) ou os 12 melhores qualificados (q).
| Posição | Grupo | Atleta               | Nacionalidade | #1    | #2    | #3    | Resultados | Notas |
| ------- | ----- | -------------------- | ------------- | ----- | ----- | ----- | ---------- | ----- |
| 1       | B     | Nadine Kleinert      | Alemanha      | 18.65 |       |       | 18.65      | Q     |
| 2       | A     | Irina Tarasova       | Rússia        | 18.31 |       |       | 18.31      | Q     |
| 3       | B     | Josephine Terlecki   | Alemanha      | x     | 18.22 |       | 18.22      | Q     |
| 4       | A     | Christina Schwanitz  | Alemanha      | x     | 17.92 |       | 17.92      | Q     |
| 5       | B     | Chiara Rosa          | Itália        | 17.89 |       |       | 17.89      | Q     |
| 6       | A     | Radoslava Mavrodieva | Bulgária      | 17.55 |       |       | 17.55      | Q     |
| 7       | A     | Anita Márton         | Hungria       | 16.69 | 16.74 | 17.30 | 17.30      | q     |
| 8       | A     | Paulina Guba         | Polónia       | 16.63 | 17.29 | 16.80 | 17.29      | q     |
| 9       | B     | Jessica Cérival      | França        | 16.99 | 16.75 | 17.15 | 17.15      | q     |
| 10      | B     | Helena Engman        | Suécia        | 16.88 | x     | x     | 16.88      | q     |
| 11      | B     | Austra Skujytė       | Lituânia      | 15.68 | 16.22 | 16.73 | 16.73      | q     |
| 12      | A     | Anca Heltne          | Roménia       | 16.00 | 16.70 | 16.33 | 16.70      | q     |
| 13      | B     | Úrsula Ruiz          | Espanha       | 16.35 | 16.24 | 16.39 | 16.39      |       |
| 14      | B     | Eden Francis         | Grã-Bretanha  | 15.83 | x     | 16.35 | 16.35      |       |
| 15      | A     | Julaika Nicoletti    | Itália        | x     | 15.94 | x     | 15.94      |       |
| 16      | A     | Anastasia Muchkaev   | Israel        | 14.37 | x     | 15.83 | 15.83      |       |
| 17      | B     | Valentina Muzarić    | Croácia       | 14.55 | x     | 15.33 | 15.33      |       |
| 18      | A     | Suvi Helin           | Finlândia     | 14.69 | 14.73 | 15.05 | 15.05      |       |

### Final
| Posição           | Atleta               | Nacionalidade | #1    | #2    | #3    | #4    | #5    | #6    | Resultados | Notas                |
| ----------------- | -------------------- | ------------- | ----- | ----- | ----- | ----- | ----- | ----- | ---------- | -------------------- |
| Medalha de ouro   | Nadine Kleinert      | Alemanha      | 18.58 | 19.15 | 19.15 | 19.18 | x     | x     | 19.18      |                      |
| Medalha de prata  | Irina Tarasova       | Rússia        | 18.53 | 18.79 | 18.91 | x     | 18.54 | 18.72 | 18.91      |                      |
| Medalha de bronze | Chiara Rosa          | Itália        | x     | 17.95 | 17.72 | 18.26 | 18.47 | 18.07 | 18.47      |                      |
| 4                 | Josephine Terlecki   | Alemanha      | 18.33 | 18.16 | x     | 17.85 | x     | x     | 18.33      |                      |
| 5                 | Christina Schwanitz  | Alemanha      | x     | 18.25 | 18.10 | 17.77 | x     | 17.49 | 18.25      |                      |
| 6                 | Radoslava Mavrodieva | Bulgária      | 18.14 | x     | 17.73 | x     | 17.89 | x     | 18.14      |                      |
| 7                 | Anita Márton         | Hungria       | 17.19 | 17.39 | 17.31 | 17.48 | 17.93 | 17.52 | 17.93      |                      |
| 8                 | Helena Engman        | Suécia        | 17.64 | 17.44 | x     | 17.18 | x     | x     | 17.64      | Recorde da temporada |
| 9                 | Jessica Cérival      | França        | 17.20 | x     | x     |       |       |       | 17.20      |                      |
| 10                | Paulina Guba         | Polónia       | 17.09 | x     | x     |       |       |       | 17.09      |                      |
| 11                | Austra Skujytė       | Lituânia      | 16.53 | x     | 16.50 |       |       |       | 16.53      |                      |
| 12                | Anca Heltne          | Roménia       | 16.36 | 16.39 | 16.36 |       |       |       | 16.39      |                      |

Legenda
| Recorde mundial       | Recorde mundial (World record)               |                       | Recorde africano                      | Recorde africano (African) |                                           | Q | Classificado por posição (Qualified) |
| Recorde do campeonato | Recorde do campeonato (Championship record)  | Recorde da América    | Recorde da América (Americas)         | q                          | Classificado por melhor tempo (Qualified) |   |                                      |
| Melhor marca do ano   | Melhor marca do ano (World leading)          | Recorde asiático      | Recorde asiático (Asian)              | DNS                        | Não largou (Did not start)                |   |                                      |
| Recorde nacional      | Recorde nacional (National record)           | Recorde europeu       | Recorde europeu (European)            | DNF                        | Não terminou (Did not finish)             |   |                                      |
| Recorde pessoal       | Recorde pessoal do atleta (Personal best)    | Recorde da Oceania    | Recorde da Oceania (Oceania)          | DSQ / DQ                   | Desclassificado (Disqualified)            |   |                                      |
| Recorde da temporada  | Recorde da temporada do atleta (Season best) | Recorde sul-americano | Recorde sul-americano (South America) | NM                         | Sem marca (No mark)                       |   |                                      |